# Ганецкий, Яков Станиславович
Я́ков (Я́куб) Станисла́вович Гане́цкий (пол. Jakub Hanecki, настоящая фамилия — Фюрстенбе́рг (Фирстенберг), партийные псевдонимы: Ге́нрих, Ку́ба, Мико́ла, Машини́ст; 15 марта 1879, Варшава — 26 ноября 1937, Москва) — польский и российский революционер, советский государственный деятель. Расстрелян, впоследствии реабилитирован.

## Участие в социал-демократическом движении
Родился в 1879 году в Варшаве в зажиточной еврейской семье. Гимназистом был членом нелегального ученического кружка в Варшаве, исключён из 6-го класса. С 1896 года учился в гимназии Петрокова, познакомился с марксистской литературой. В 1896 году вступил в ряды Социал-демократии Королевства Польского и Литвы (СДКПиЛ). Окончив гимназию, в 1900—1901 годах служил вольноопределяющимся в пехотном полку в Петрокове.
С осени 1901 года учился в Берлинском, Гейдельбергском и Цюрихском университетах. С 1901 года — член СДКПиЛ. Один из организаторов и член Главного правления Социал-Демократии Королевства Польши и Литвы с 1902 года, соратник Ф. Дзержинского, вместе с ним участвовал в работе II съезда РСДРП, потом участник IV съезда РСДРП, V съезда РСДРП и других съездов РСДРП. В феврале 1902 года арестован в Берлине за транспортировку революционной литературы из Парижа и выслан из Пруссии. В 1903—1909 годах был одним из руководителей СДКПиЛ. Участник революции 1905 года в Варшаве, с 1907 года — член ЦК РСДРП. Входил в Русское Бюро ЦК РСДРП в 1908—1910 годах.
Неоднократно подвергался арестам. В 1907 году был выслан в Вологодскую губернию, откуда бежал. Организовывал освобождение из тюрем известных социал-демократов. Входил в состав Заграничной коллегии ЦК СДКПиЛ.

## Роль в российской революции

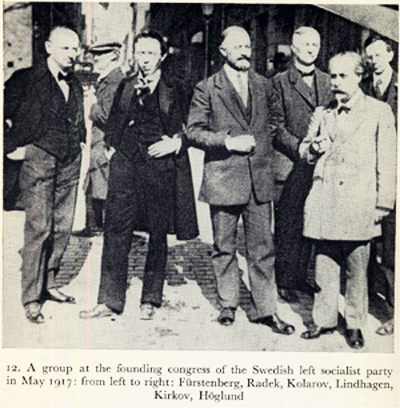
Ганецкий (крайний слева) и Радек (рядом с ним) с группой шведских и болгарских социал-демократов. Стокгольм, май 1917 года

Летом 1912 года организовал переезд Ленина из Франции (Ленин жил в Париже) в Австро-Венгрию, в Краков, и стал его доверенным лицом и помощником. Через Ганецкого Ленин наладил связи с военно-политическими властями Австро-Венгрии, желая поставить их ненависть к России на пользу социалистической революции в Российской империи.
Накануне Первой мировой войны, с марта 1914 года, Ганецкий жил вместе с Лениным в местечке Поронин на русско-австрийской границе, а когда после начала Первой мировой войны местный жандарм арестовал Ленина как подданного царской России по подозрению в шпионаже, то, как член Краковского Союза помощи политзаключённым, Ганецкий способствовал освобождению его из тюрьмы в Новом Тарге и переезду в Швейцарию, с помощью видного австрийского социал-демократа Виктора Адлера, разъяснив полицейским и военным службам Австро-Венгрии, что Ленин — злейший враг русского правительства и активный организатор стачек в России.
В том же году стал исполнительным директором созданной Парвусом экспортно-импортной фирмы «Фабиан Клингслянд» (Fabian Klingsland), причём совладельцем фирмы был старший брат Ганецкого — Генрих Фюрстенберг, а её представителем в Петербурге — Евгения Маврикиевна Суменсон (двоюродная сестра обоих).
Обосновавшись в июне 1915 года в Копенгагене, в августе 1915 года стал сотрудником созданного Парвусом на деньги германского имперского правительства в Дании «Института по изучению причин и последствий мировой войны» (дат. Institut til Forskning af Krigens sociale Følger), расположенного на улице Остербро-гаде (Østerbrogade) в районе Остербро. Поддерживал тесные связи с другими работниками этого Института — Екатериной Громан (жена Александра Парвуса), Владимиром Перазичем, Григорием Чудновским, Аршаком Зурабовым, Моисеем Урицким.
Одновременно Парвус сделал Ганецкого директором созданной им Торговой и Экспортной компании (официальное название по торговому реестру, дат. Handels- og Eksportkompagniet AIS). Компания, которую Парвус учредил в Копенгагене, имела свою сеть агентов, которые курсировали между Скандинавией и Россией. С начала войны компания поставляла в Россию остродефицитные в годы войны товары из нейтральной Дании, продавала их там, а вырученные деньги направляла на финансирование революционных организаций в России. Эти агенты поддерживали связь с революционными подпольными организациями, координируя их действия и превращая разрозненные выступления в единое движение. В каталогах товаров агентами Парвуса передавалась информация, написанная невидимыми чернилами, в том числе указания Ленина.
В Копенгагене Ганецкий проживал в дорогой вилле по адресу Martinsvej, 9В, по соседству с виллой самого Парвуса по адресу Vodroffsvej, 50B.
В январе 1917 года был задержан датской полицией по подозрению в незаконной контрабанде и выдворен из страны. Был вынужден перебраться в Швецию и осел в Стокгольме. Вскоре в России происходит революция, и Парвус начинает использовать Ганецкого как связного для переговоров с Лениным: именно через него с Лениным обговаривались вопросы проезда через Германию. 31 марта Ганецкий был назначен им членом Заграничного бюро ЦК (вместе с В. Воровским и К. Радеком) и, таким образом, вместе с Радеком и Воровским оставлен Лениным в Стокгольме под вывеской Заграничного бюро ЦК для ведения пропаганды на Западе.
13 апреля 1917 года поезд с русскими эмигрантами прибыл в Стокгольм, где его уже ждал Парвус, хотевший лично встретиться с Лениным. Парвус просил Ганецкого узнать политические планы Ленина: «Необходим мир. Что он собирается предпринять?» Ленин отвечал, что «его не интересует дипломатия; его задача - социал-революционная агитация». Парвус через Ганецкого он предостерег Ленина, что тот «может продолжать заниматься агитацией, но если
при этом он не собирается стать во главе государства, то превратится лишь в орудие в его, Гельфанда, руках». Ленин, из осторожности, во время пребывания в Стокгольме уклонялся от всяких компрометирующих встреч, но к Ганецкому был послан человек из ближайшего окружения Ленина - Карл Радек, в переговорах с которым Ганецкий провел весь день 13 апреля. Исследователи полагаю, что именно на этих переговорах были обговорены условия и формат финансирования Ленина Парвусом. 
Из самого Стокгольма 1 мая 1917 года вместе с Радеком и его женой Розой Маврикиевной перебрался в фешенебельный пригородный район Neglinge, и поселился в одном доме с Радеками. Телеграфным адресом Ганецкого в Швеции, на который ему присылали телеграммы из Петрограда Ленин и другие руководители большевистской партии, было: Saltsjobaden, Neglinge bei Stockholm.
Когда летом 1917 года ЦК РСДРП(б) разбирал персональное дело Ганецкого и М. Ю. Козловского, обвинённых в спекуляции и контрабанде, Ганецкий в своих показаниях по поводу этой компании сообщал: «Будучи в тяжёлом материальном положении, узнав, что Парвус в Копенгагене делает дела, я обратился к нему и предложил свои услуги. Парвус сначала предложил мне деньги для моего личного оборудования в коммерции. Но, не имея опыта, я не хотел лично вести дела с чужими деньгами. Немного спустя было организовано акционерное общество, и я был управляющим».
Американский историк С. Ляндерс, изучив перехваченную российской контрразведкой переписку Ганецкого с его финансовыми агентами в Петрограде, пришёл к следующему выводу: «Товары направлялись в Петроград, а вырученные за них деньги — в Стокгольм, но никогда эти средства не шли в противоположном направлении». Но для эмигрантов, если верить Радеку, фирма всё же оказалась полезной; в июне 1917 года, защищая Ганецкого, Радек писал из Стокгольма Ленину: «… Ганецкий занимался вообще торговлей не для личной наживы, а для того, чтобы помогать материально партии. Последние два года Ганецкий не одну тысячу дал нашей организации, несмотря на то, что все рассказы о его богатстве пустая сплетня…». Английский исследователь Шон Макмиллан, выпустивший монографию о финансировании большевиков в 1917 году, отмечает что схема финансирования большевиков собственно и состояла в том что компания Ганецкого закупала дефицитные в России продукты и материалы, а средства от их продажи в России Ганецкий переводил Суменсон как своего российского представителя. Так, согласно документам Ниа-Банка, накануне Октябрьского переворота на счет Суменесон было переведено 100 тысяч рублей  (около 5 миллионов долларов в пересчете на современую покупательную способность). 
В июле 1917 года была арестована по подозрению в переправке немецких денег большевикам двоюродная сестра Якуба и его деловой представитель в Петрограде Е. М. Суменсон, которая от имени Ганецкого вела в России дела, в том числе со швейцарской фирмой Nestle, действуя через официального представителя Nestle в России Юрия Израилевича Фридлянда. В октябре 1917 года освобождена под залог.

## В Советской России

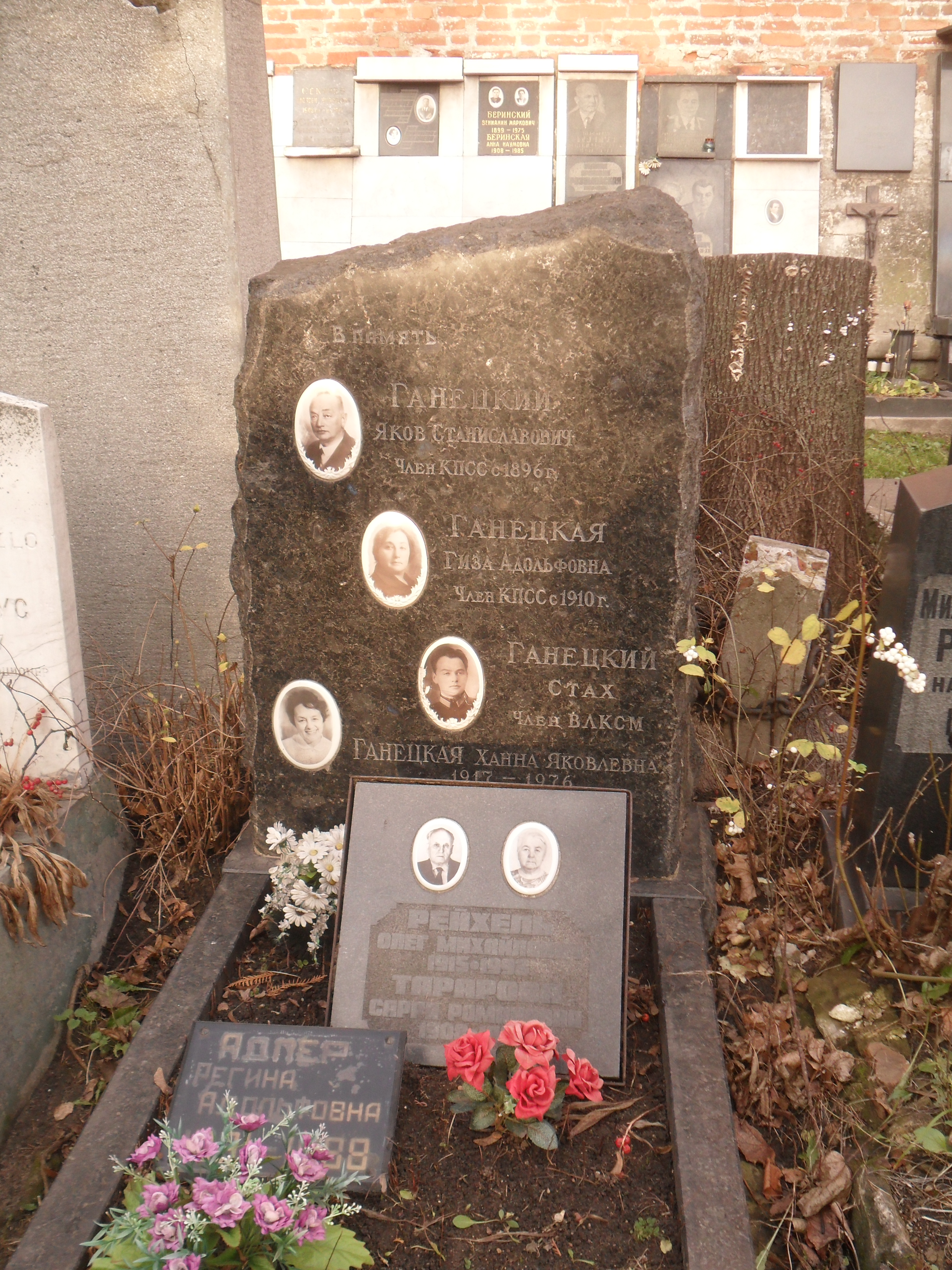
Кенотаф Ганецкому на Новодевичьем кладбище Москвы.

Через неделю после победы Октябрьской революции Ганецкий приехал в Россию и был назначен заместителем Наркома финансов и управляющим Народным банком РСФСР.
Входил в состав советской делегации на переговорах в Брест-Литовске в 1918 году.
В 1918—1919 годах заведовал «Гохраном», находившимся по адресу бывшей Московской ссудной кассы в Настасьинском переулке, дом 3, где скапливались конфискованные у состоятельных людей драгоценности и золото.
В 1920 году во время войны с Польшей участвовал в переговорах о мире с Польшей, в дальнейшем был членом правления Центросоюза и членом коллегий Наркомфина, Внешторга и Наркомата иностранных дел СССР (направлен туда Ф. Дзержинским для налаживания торговли с другими странами, где имел большие связи в кругах социал-демократических парламентариев).
2 октября 1920 года начал работать полпредом РСФСР в Латвии.
Ленин лично дал ему прекрасную рекомендацию для вступления партию (21.09.1921).
В 1921 году подписал от имени РСФСР Карсский договор 13 октября 1921 года в городе Карс (Республика Армения).
В 1923—1930 годах — один из руководителей и член коллегии Наркомата внешней торговли СССР.
В 1930—1935 годах состоял членом Президиума ВСНХ РСФСР. Активно способствовал возвращению М. Горького в СССР. В 1932—1935 годах — на должности начальника Государственного объединения музыки, эстрады и цирка (ГОМЭЦ).
В 1935—1936 годах — начальник Управления цирков и парков культуры и отдыха Москонцерта. По мнению ряда литературоведов, его личность в этой должности послужила прототипом для персонажа по фамилии Римский, выведенного в романе Михаила Булгакова «Мастер и Маргарита».
С 25 апреля 1935 года был директором Музея революции в Москве.
18 июля 1937 года был арестован НКВД в своей квартире в Доме правительства (ул. Серафимовича, д. 2) по подозрению в шпионаже в пользу Польши и Германии. Расстрелян 26 ноября 1937 года. В 1954 году посмертно реабилитирован.

## Брак и семья
Состоял в браке с Гизой Адольфовной Ганецкой (урождённая Адлер; 22.08.1889—10.12.1937), уроженкой Кракова, полькой, сотрудницей Института Маркса, Энгельса, Ленина при ЦК ВКП(б) (ИМЭЛ), которая была арестована через двое суток после ареста мужа — 20 июля 1937 года. Приговорена и расстреляна 10 декабря 1937 года, через 2 недели после расстрела мужа.
Их сын — Ганецкий Станислав (Стах) Яковлевич (16.12.1913—14.06.1938), слушатель 4 курса Военно-воздушной академии РККА, был краткое время женат на Л. Шверник — дочери Н. М. Шверника. В декабре 1937 года арестован по делу альпинистов. Расстрелян 14 июня 1938 года на полигоне «Коммунарка».
В 1954 году оба посмертно реабилитированы.
Дочь — Ганецкая Хана (Ханка) Яковлевна (1917—1976), также была приговорена к 10 годам тюремного заключения, провела в лагерях в общей сложности 18 лет, но сумела выжить и после реабилитации 1956 года возвратилась в Москву. Умерла в 1976 году. В 1978 году архив Ганецкой поступил от наследников в ленинградский филиал Музея революции.

## Воплощение образа в кино
- «Ленин в Польше» (1966) в роли Я. Ганецкого — Эдмунд Феттинг
- «Гибель империи» (2004) в роли Я. Ганецкого — Виктор Бычков
- «Демон революции» (2017) в роли Я. Ганецкого — Дмитрий Лысенков